# Неценовая конкуренция
Неценовая конкуренция — метод конкурентной борьбы, в основу которого положено не ценовое превосходство над конкурентами, а достижение более высокого качества, технического уровня, технологического совершенства.
Неценовая конкуренция основана на предложении товара более высокого качества, с большей надёжностью, более длительными сроками службы и другими более совершенными потребительскими свойствами. Существенную роль в неценовой конкуренции играют: оформление, упаковка, последующее техническое обслуживание, реклама.
От неценовой конкуренции следует отличать скрытую ценовую конкуренцию, которой фирмы вводят новый товар с существенно улучшенными потребительскими свойствами, а цену поднимают непропорционально мало.

## Методы неценовой конкуренции
К числу неценовых методов конкуренции относятся все маркетинговые методы управления фирмой.

## Исследователи
Исследованием проблем неценовой конкуренции занимались Дж. Бьюлоу, Дж. Джинакоплос, П. Клемперер, Ж. Тироль, Д. Фьюденберг и др.